# هارولد جي. كلارك
هارولد جي. كلارك (بالإنجليزية: Harold G. Clarke)‏ هو قاضي ومحامي وسياسي أمريكي، ولد في 28 سبتمبر 1927، وتوفي في 26 فبراير 2013 في فورسيث في الولايات المتحدة. نشط حزبياً في الحزب الديمقراطي. وقد انتخب عضو مجلس نواب جورجيا.